# 타이아강

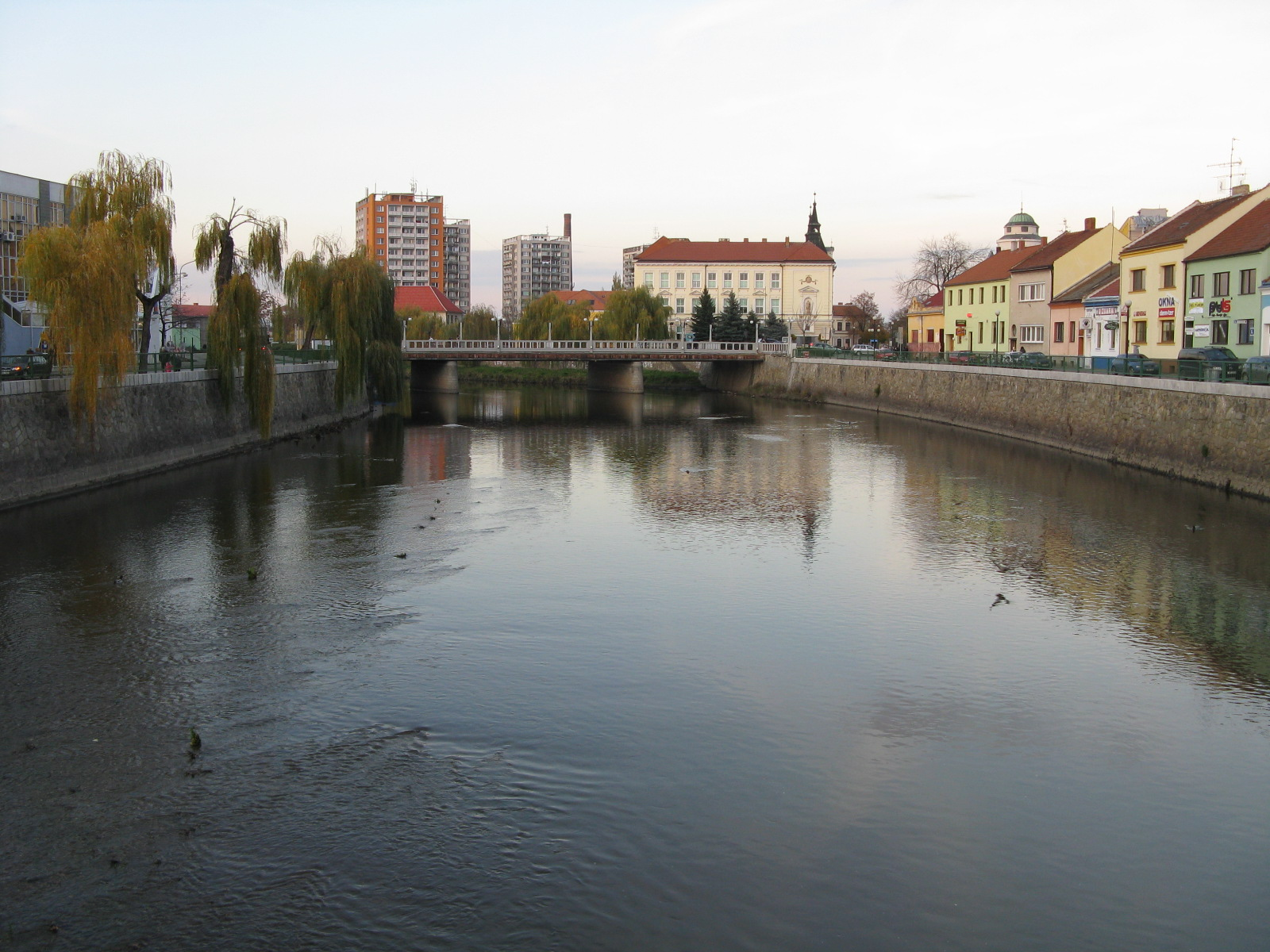
체코 브르제츨라프를 흐르는 타이아강의 모습

타이아강(독일어: Thaya) 또는 디예강(체코어: Dyje)은 오스트리아와 체코에 걸쳐 있는 강으로 길이는 223.9km, 유역 면적은 13,419km2, 평균 유속은 43.9m3/s이다.
모라바강에서 가장 긴 지류로서 체코 파넨스카로시치카(Panenská Rozsíčka)에서 발원하여 오스트리아 니더외스터라이히주와 체코 남모라바주를 동서로 흐른다. 타이아강의 지류로는 도이체타이아강(독일어: Deutsche Thaya)과 모라프스카디예강(체코어: Moravská Dyje, 메리셰타이아강(독일어: Mährische Thaya))이 있는데 이들 강은 오스트리아 랍스안데어타이아(Raabs an der Thaya)에서 합류한다.